# Chalaca
Chalaca (rusky Халаца, gruzínsky ხალაწა, osetsky Халасхох, 3938 m n. m.) je hora v pohoří Kavkaz. Nachází se na státní hranici mezi Ruskem (republika Severní Osetie-Alanie) a Gruzií (republika Jižní Osetie). Podle některých názorů se jedná o nejvyšší horu separatistického území Jižní Osetie, nicméně pokud je toto území vyhlášené v rozsahu hranic bývalé Jihoosetské autonomní oblasti, pak by jeho nejvyšším vrcholem měla být 4461 m n. m. vysoká hora Čančachi.